# Abbaslı
Abbaslı är en ort i Azerbajdzjan.   Den ligger i distriktet Şəmkir Rayonu, i den västra delen av landet, 300 kilometer väster om huvudstaden Baku. Abbaslı ligger 445 meter över havet och antalet invånare är 2 970.
Terrängen runt Abbaslı är varierad. Närmaste större samhälle är Shamkhor, 13,2 kilometer nordväst om Abbaslı.
Runt Abbaslı är det i huvudsak tätbebyggt. Runt Abbaslı är det ganska tätbefolkat, med 108 invånare per kvadratkilometer.